# Boršiansky les
Boršiansky les je chráněný areál v oblasti Latorica.
Nachází se v katastrálním území obce Borša v okrese Trebišov v Košickém kraji. Území bylo vyhlášeno či novelizováno v roce 2009 na rozloze 7,93 ha. Ochranné pásmo nebylo stanoveno.